# Brian Komen
Brian Komen (10 agosto 1998) è un mezzofondista keniano.

## Palmarès
| Anno | Manifestazione      | Sede   | Evento       | Risultato | Prestazione | Note                  |
| ---- | ------------------- | ------ | ------------ | --------- | ----------- | --------------------- |
| 2024 | Giochi panafricani  | Accra  | 1500 m piani | Oro       | 3'39"19     |                       |
| 2024 | Campionati africani | Douala | 1500 m piani | Oro       | 3'33"95     | Record dei campionati |
| 2024 | Giochi olimpici     | Parigi | 1500 m piani | 12°       | 3'35"59     |                       |

## Campionati nazionali
2024
- Oro ai campionati kenioti, 1500 m piani - 3'37"91

## Altre competizioni internazionali
2023
- 12º al Golden Spike ( Ostrava), 1500 m piani - 3'38"78

2024
- Bronzo all'Herculis ( Monaco), 1500 m piani - 3'28"80
- 5º all'Athletissima ( Losanna), 1500 m piani - 3'31"41
- Oro al Doha Diamond League ( Doha), 1500 m piani - 3'32"43
- 9º al Memorial Van Damme ( Bruxelles), 1500 m piani - 3'33"21
- 9º Meeting Hauts-de-France Pas-de-Calais ( Liévin), 2000 m piani indoor - 5'07"31

2025
- 8º al Golden Gala ( Roma), 1500 m piani - 3'31"14